# Crkva Gospe od Ružarija u Perastu
Crkva Gospe od Ružarija (Rozarija) je rimokatolička crkva u Perastu.
Nalazi se neposredno uz palaču Zmajević. U crkvi je grobnica (mauzolej) nadbiskupa Andrije Zmajevića. Posebnost te crkve njezin je vitki barokni osmerokutni zvonik na četiri kata, koji je jedinstven primjer takve vrste zvonika na Jadranu. Sagrađen je potkraj 17. st.

## Vanjske poveznice
|  | Zajednički poslužitelj ima još gradiva o temi Crkva Gospe od Ružarija u Perastu |